# 萬博紀念競技場
萬博記念競技場（Expo '70 Commemorative Stadium）是一個位於大阪府吹田市的體育場，位於萬博紀念公園內以紀念1970年日本萬國博覽會，2016年以前亦是日本職業足球聯賽球隊大阪飛腳的主場。

## 外部連結
- （英文） Expo '70 Commemorative Park
- （日語） 万博記念競技場

34°48′37″N 135°32′33″E / 34.81028°N 135.54250°E